# Epicalymma ancora
Epicalymma ancora is een eenoogkreeftjessoort uit de familie van de Oncaeidae. De wetenschappelijke naam van de soort is voor het eerst geldig gepubliceerd in 1973 door Gordeeva K.T..